# Condado de Clinton (Kentucky)
O Condado de Clinton é um dos 120 condados do estado americano de Kentucky. A sede do condado é Clinton, e sua maior cidade é Clinton. O condado possui uma área de 532 km² (dos quais 21 km² estão cobertos por água), uma população de 9 634 habitantes, e uma densidade populacional de 19 hab/km² (segundo o censo nacional de 2000). O condado foi fundado em 1836. O condado proíbe a venda de bebidas alcoólicas.